# Pastriz
Pastriz és un municipi d'Aragó situat a la província de Saragossa i enquadrat a la comarca de Saragossa. El 2023 tenia 1.320 habitants.